# تاریخ جمهوری ترکیه
تاریخ جمهوری ترکیه (ترکی استانبولی: Türkiye Cumhuriyeti tarihi) پس از سرنگونی سلطان محمد ششم در سال ۱۹۲۲ توسط مجلس ملی کبیر ترکیه در سال ۱۹۲۳ آغاز شد. این رژیم جدید تیر خلاص را به امپراتوری عثمانی که پس از جنگ جهانی اول عملاً از صحنه جهانی پاک شده بود، زد.